# Andrés Palop
Andrés Palop Cervera (født 22. oktober 1973 i L'Alcúdia, Spanien) er en tidligere spansk fodboldspiller, der spillede som målmand. Han har tidligere optrådt for Bayer Leverkusen, Sevilla, Villareal og Valencia.
Palops karriere har, målt på vundne trofæer, været særdeles succesfuld. Især i UEFA Cuppen har han været med til at fejre store triumfer, da han med først Valencia CF i 2004, og siden Sevilla FC i 2006 og 2007 var med til at vinde turneringen. I 2007-turneringen spillede han en helt afgørende rolle i Sevillas triumf. I 1/8-finalen mod FC Shaktar Donetsk gik han med frem i angrebet i de døende sekunder, og scorede på hovedstød det mål der sendte kampen ud i en forlænget spilletid, som Sevilla senere vandt. I finalen mod landsmændene RCD Espanyol blev han igen helten, da han i straffesparkskonkurrencen reddede tre af de fire forsøg fra Espanyols spillere.
Udover UEFA Cup-titlerne har Palop på klubplan været med til at vinde det spanske mesterskab i 2002 og 2004 med Valencia CF, Copa del Rey i 2007 og 2010 med Sevilla FC samt UEFA Super Cuppen to gange, først i 2004 med Valencia og siden i 2006 med Sevilla FC.

## Landshold
Palop nåede aldrig at debutere for Spaniens landshold, men har flere gange været med i truppen som reserve for førstemålmanden, der som oftest har været Iker Casillas. Han blev af landstræner Luis Aragonés udtaget til EM i 2008. Her kunne han efter at have tilbragt hele turneringen på bænken være med til at fejre at spanierne sikrede sig titlen.

## Titler
La Liga
- 2002 og 2004 med Valencia CF

Copa del Rey
- 2007 og 2010 med Sevilla FC

UEFA Cup
- 2004 med Valencia CF
- 2006 og 2007 med Sevilla FC

UEFA Super Cup
- 2004 med Valencia CF
- 2006 med Sevilla FC

EM
- 2008 med Spanien